# Brandon Rush
Brandon Leray Rush (ur. 7 lipca 1985 w Kansas City, w stanie Missouri) – amerykański koszykarz, występujący na pozycji rzucającego obrońcy, mistrz NBA z 2015, obecnie zawodnik Larisy.
W 2005 wystąpił w meczu wschodzących gwiazd - Nike Hoop Summit.
Rush jest absolwentem uniwersytetu Kansas, na którym spędził dwa lata. W ostatnim roku wraz z uniwersytecką drużyną koszykówki zdobył mistrzostwo kraju. Przed ostatnim rokiem zgłosił się do draftu NBA, gdzie Portland Trail Blazers wybrali go z 13 numerem, jednak szybko został oddany do Indiany.
Przed sezonem 2011/12 został wymieniony za Lou Amundsona do Golden State Warriors.
10 lipca 2013, w ramach wymiany między trzema klubami, trafił do Utah Jazz.
22 lipca 2014 powrócił do Warriors, podpisując z tym klubem kontrakt. 8 lipca 2016 został zawodnikiem Minnesoty Timberwolves. 19 września 2017 zawarł umowę z Milwaukee Bucks. 14 października 2017 został zwolniony.
20 lutego 2018 podpisał 10-dniowy kontrakt z Portland Trail Blazers. Po upłynięciu umowy opuścił klub, nie rozgrywając w jego barwach żadnego spotkania.
22 listopada 2019 dołączył do greckiego zespołu Larisa.
Jego bracia JaRon i Kareem Rush są również koszykarzami.

## Osiągnięcia
Stan na 22 listopada 2018, na podstawie, o ile nie zaznaczono inaczej.
NCAA
- Mistrz NCAA (2008)[11]
- Uczestnik:
  - rozgrywek Elite Eight turnieju NCAA (2007, 2008)
  - turnieju NCAA (2006–2008)
- Mistrz:
  - turnieju konferencji Big 12 (2006–2008)
  - sezonu regularnego konferencji Big 12 (2006–2008)
- Most Outstanding Player (MOP=MVP) turnieju Big 12  (2008)[12]
- Najlepszy pierwszoroczny zawodnik roku konferencji Big 12 (2006)[13]
- Zaliczony do składów:
  - I składu:
    - Big 12 (2006–2008)
    - turnieju:
      - Big 12 (2007, 2008)
      - NCAA Final Four (2008)[14]

    - debiutantów Big 12 (2006)
    - pierwszoroczniaków Big 12 (2006)

  - III składu All-American (2008 – NABC)
- Drużyna Kansas Jayhawks zastrzegła należący do niego numer 25

NBA
- Mistrz NBA (2015)[15]
- Wicemistrz NBA (2016)[16]

## Statystyki w NBA
Na podstawie Basketball-Reference.com (ang.)

Stan na koniec sezonu 2018/19

### Sezon regularny
| Sezon   | Drużyna      | M   | S5  | MPG  | FG%   | 3P%   | FT%   | RPG | APG | SPG | BPG | PPG |
| ------- | ------------ | --- | --- | ---- | ----- | ----- | ----- | --- | --- | --- | --- | --- |
| 2008/09 | Indiana      | 75  | 19  | 24,0 | 42,3% | 37,3% | 69,7% | 3,1 | 0,9 | 0,5 | 0,5 | 8,1 |
| 2009/10 | Indiana      | 82  | 64  | 30,4 | 42,3% | 41,1% | 62,9% | 4,2 | 1,4 | 0,7 | 0,8 | 9,4 |
| 2010/11 | Indiana      | 67  | 21  | 26,2 | 42,1% | 41,7% | 75,5% | 3,2 | 0,9 | 0,6 | 0,5 | 9,1 |
| 2011/12 | Golden State | 65  | 1   | 26,4 | 50,1% | 45,2% | 79,3% | 3,9 | 1,4 | 0,5 | 0,9 | 9,8 |
| 2012/13 | Golden State | 2   | 0   | 12,5 | 66,7% | 0,0%  | 66,7% | 0,5 | 1,0 | 0,0 | 0,0 | 7,0 |
| 2013/14 | Utah         | 38  | 0   | 11,0 | 33,3% | 34,0% | 60,0% | 1,2 | 0,6 | 0,1 | 0,2 | 2,1 |
| 2014/15 | Golden State | 33  | 0   | 8,2  | 20,4% | 11,1% | 45,5% | 1,2 | 0,4 | 0,2 | 0,4 | 0,9 |
| 2015/16 | Golden State | 72  | 25  | 14,7 | 42,7% | 41,4% | 64,3% | 2,5 | 0,8 | 0,3 | 0,3 | 4,2 |
| 2016/17 | Minnesota    | 47  | 33  | 21,9 | 37,4% | 38,6% | 72,2% | 2,1 | 1,0 | 0,5 | 0,5 | 4,2 |
| Razem   |              | 481 | 163 | 22,0 | 42,6% | 40,2% | 70,6% | 2,9 | 1,0 | 0,5 | 0,5 | 6,8 |

### Play-offy
| Sezon | Drużyna      | M  | S5 | MPG  | FG%   | 3P%   | FT%   | RPG | APG | SPG | BPG | PPG |
| ----- | ------------ | -- | -- | ---- | ----- | ----- | ----- | --- | --- | --- | --- | --- |
| 2011  | Indiana      | 5  | 0  | 11,0 | 46,2% | 75,0% | 50,0% | 1,4 | 0,6 | 0,2 | 0,2 | 3,2 |
| 2015  | Golden State | 3  | 0  | 2,3  | 16,7% | 50,0% | –     | 1,0 | 0,0 | 0,0 | 0,0 | 1,0 |
| 2016  | Golden State | 14 | 0  | 7,9  | 45,0% | 33,3% | 50,0% | 1,6 | 0,2 | 0,1 | 0,1 | 1,6 |
| Razem |              | 22 | 0  | 7,8  | 41,0% | 44,4% | 50,0% | 1,5 | 0,3 | 0,1 | 0,1 | 1,9 |